# Oficyny mieszkalne w Piastowie
Oficyny mieszkalne w Piastowie – jeden z rejestrowanych zabytków miasta Piastowa.
Mieszczą się przy ulicy Cypriana Godebskiego, pod numerem 3. Zostały wpisane do rejestru zabytków 12 maja 2008. Pełniły funkcję bramy wjazdowej do Białego Pałacu zwanego również willą Adelajda.
Pałac został wybudowany w 1910 w stylu secesyjnym prawdopodobnie przez Antoniego Nikołajewicza Makowskiego, prawdopodobnie oficera rosyjskiego. Jego kubatura wynosiła 3600 metrów sześciennych, a powierzchnia użytkowa 800 metrów kwadratowych. Pałac wielokrotnie zmieniał właścicieli i dokąd nie został wykupiony przez wojsko, nieustannie był obciążony dużymi długami hipotecznymi. Zrujnowany pałac został zburzony w 2013.